# Fribourg-Gottéron
Fribourg-Gottéron är en schweizisk ishockeyklubb från staden Fribourg i västra Schweiz. Namnet Gottéron härstammar från floden som flyter genom staden. Laget spelar i Nationalliga A som är den högsta ishockeyligan i Schweiz.

## Historia
Klubben grundades 1937 under namnet HC Gottéron. 1967 bytte klubben namn till HC Fribourg. När klubben flyttades upp till Nationalliga A 1980 bytte man till dagens namn HC Fribourg-Gottéron. Under 1988 hade klubben stora ekonomiska problem men klubbens existens räddades genom olika donationer.
Klubbens hittills mest framgångsrika period kom i början av 1990-talet när ryssarna Vjatjeslav Bykov och Andrej Khomutov värvades. Dessa två dominerade under flera år den schweiziska ligan och förde Fribourg till tre raka andraplatser i ligan mellan säsongerna 1991/1992 och 1993/1994. 

## Arena
Fribourg-Gottéron spelar i Patinoire de Saint-Léonard som byggdes 1983 och har en kapacitet 7144 åskadare. Det finns 2109 sittplatser och 5033 ståplatser. Mellan 2018 ich 2020 renoverades arenan och expanderade till 9009 åskådarplatser. Arenan bytte samtidigt namn till "BCF Arena" där BCF står för Banque Cantonale de Fribourg.